# Acropora crateriformis
Acropora crateriformis is een rifkoralensoort uit de familie van de Acroporidae. De wetenschappelijke naam van de soort is voor het eerst geldig gepubliceerd in 1898 door Gardiner.